# 3204 Lindgren
3204 Lindgren је астероид главног астероидног појаса са средњом удаљеношћу од Сунца која износи 3,162 астрономских јединица (АЈ).
Апсолутна магнитуда астероида је 12,2.